# Kung Fu Panda 2 (videojuego)
Kung Fu Panda 2 es un videojuego perteneciente al género de aventura y rol, basado libremente en la película del mismo nombre. El juego fue lanzado en varias plataformas el 24 de mayo de 2011. La versión de Xbox 360 requiere Kinect. Utiliza uDraw GameTablet.

## Argumento

### Versión de Kinect
Antes de que comience el juego, Po (que ahora es Guerrero Dragón y maestro de Kung Fu) tiene un breve tutorial de Kung Fu con el jugador, que le enseña al jugador algunos movimientos básicos, como puñetazos y patadas. Entonces comienza la historia del juego.
La historia del juego ocurre después de los eventos de la película de 2011 del mismo nombre. El Maestro Po, el resto de los Cinco Furiosos, y los aldeanos celebran después de derrotar a Lord Shen. Sin embargo, los remanentes del clan lobo y los gorilas de Shen llegan, crean caos y capturan a varios aldeanos. Desconocido para Po, los Cinco y los Aldeanos, dos mercenarios dragones de Komodo planearon usar a los matones de Shen para distraer a Po y a los Cinco, y con ellos fuera del camino, planean tomar la ciudad de Gongmen. Shifu tiene una reunión con el Maestro Buey y el Maestro Cocodrilo.
El Maestro Buey dice que no pueden dejar que los matones se apoderen de la ciudad, por lo que Shifu, El Maestro Buey y Cocodrilo deciden separarse y recorrer la ciudad para detener a los matones. Po, sin nada que hacer, decide ir junto con El Maestro Buey también. Po y El Maestro Buey tienen que atacar y derrotar a todos los secuaces de los dragones de Komodo y los matones de Shen al mismo tiempo. Localizan a los matones en Undercity, una ciudad subterránea, y encuentran dragones de Komodo acechando allí, y se dan cuenta de que los dragones de Komodo estaban detrás de esto, y llegan al lugar donde los dragones de Komodo acechan y luchan contra algunos de ellos y continúan luchando cada vez más dragones de Komodo, antes de luchar contra el jefe final.
A lo largo del juego, hay otros tutoriales cortos de Kung Fu con Po. Sin embargo, estos tutoriales son diferentes de los primeros, porque en los tutoriales, usualmente hay un subordinado de Shen o los dragones de Komodo para que Po pelee y muestre su ejemplo para el jugador.

### Versión de PlayStation 3

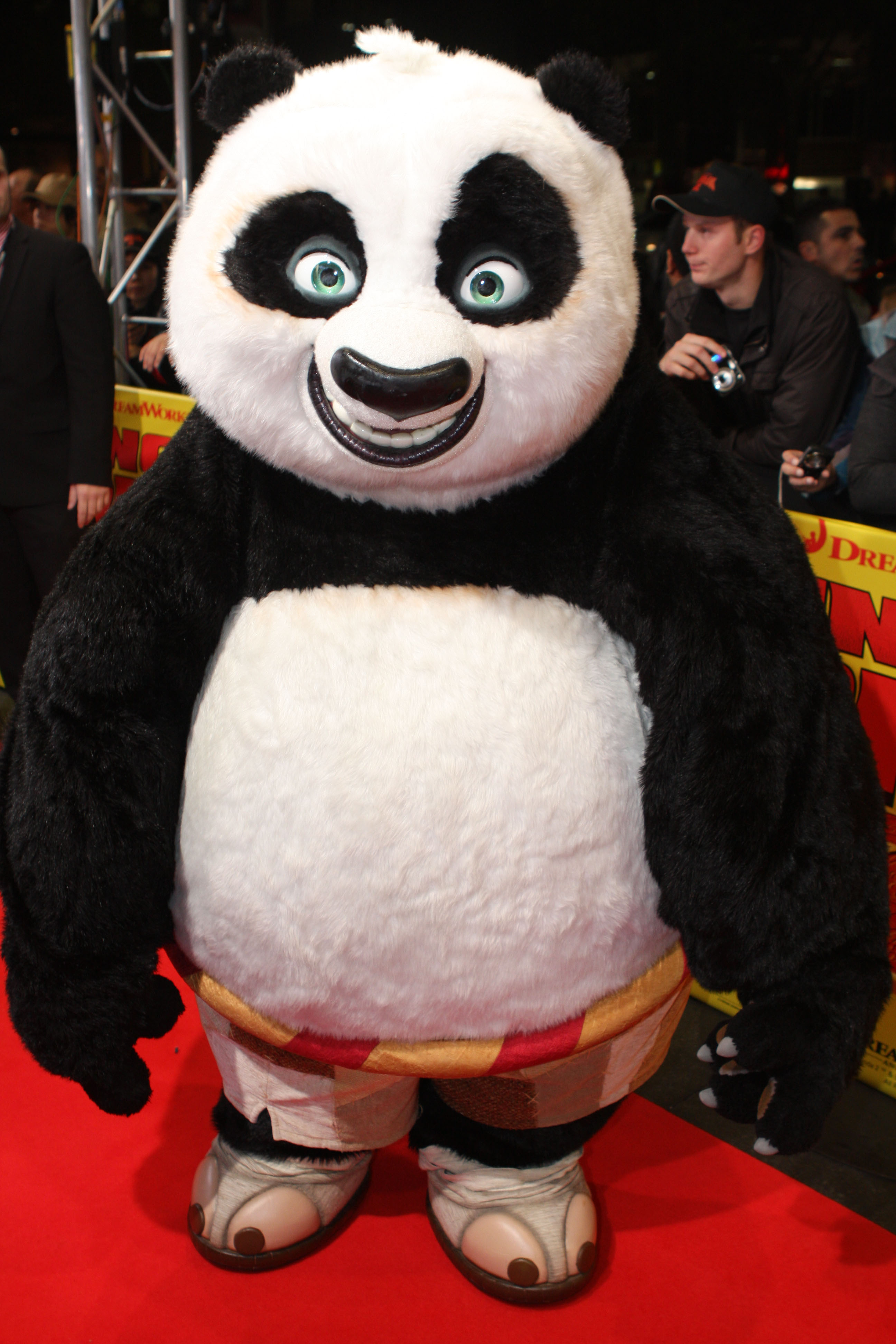
Jack Black como Po el Guerrero Dragón

La trama de la versión para PlayStation 3 es la misma que la versión de Kinect. Durante el juego, todos los tutoriales están excluidos. El juego salta directamente al comienzo de la historia, mientras los aldeanos del Valle de la Paz celebran la derrota de Lord Shen. Sin embargo, los matones de Lord Shen aparecen y atacan a los aldeanos. Desconocidos para Po y los Cinco, dos dragones de Komodo planean usar a los matones para distraer a Po y a los Cinco Furiosos y tomar la ciudad de Gongmen.
Po corre para decirle al Maestro Shifu, al Maestro Buey y al Maestro Cocodrilo, que están teniendo una reunión. Po accidentalmente los interrumpe y les cuenta acerca de las noticias. Shifu y los dos Maestros ya conocen las noticias, y han estado discutiendo al respecto. El Maestro Buey implica que los matones arruinarán los espíritus de los aldeanos, y los tres Maestros acuerdan separarse y ahuyentar a los matones, con Shifu yendo a la zona alta, El Maestro Buey yendo al norte y Cocodrilo yendo a los muelles en el sur. Po, sin nada que hacer, decide ir con uno de los Maestros. A diferencia de la versión de Kinect, el jugador puede elegir con qué maestro ir.

## Jugabilidad
Los videojuegos en las plataformas de juego de Kung Fu Panda 2 son diferentes entre sí. En la versión de Kinect del videojuego, el jugador usa su cuerpo para mover las partes del cuerpo de Po, y es capaz de realizar movimientos básicos de kung fu, como golpes básicos, patadas y bloqueos. También hay una habilidad de salto y doble golpe. Si el jugador salta, Po saltará Y pateará dos veces. El jugador puede usar estos movimientos para desgastar a los enemigos. Para acabar con el enemigo, el jugador puede usar varios tipos de técnicas de kung fu, como la forma fluida y otras formas. Como el jugador solo puede usar su cuerpo para mover a Po, el jugador no puede moverse.
En la versión para PlayStation 3 del juego, el jugador puede mover a Po, y puede usar movimientos similares al juego basados en la película original para vencer a los enemigos. Sin embargo, la versión de PlayStation 3 recibió críticas negativas.

## Recepción
A diferencia del primer juego, el videojuego Kung Fu Panda 2 generalmente obtuvo críticas negativas de los críticos. Metacritic calculó un puntaje de 50 de 100 para la versión de Xbox 360 en base a 18 revisiones. Lo hizo un poco mejor en el departamento de recepción para la versión de DS, obteniendo una calificación de 59. Al juego le fue peor con una calificación de 31/100 para la versión de PS3 de 7 críticos. En GameSpot, el juego recibió una puntuación de calificación incluso negativa, recibiendo solo 3.5 de 10 puntos. El juego recibió un puntaje ligeramente más positivo en IGN, recibiendo 6.5 de 10 puntos. Sin embargo, IGN le dio a la versión de PlayStation 3 del juego una puntuación negativa, dándole solo 3.5 puntos.